# 莫阿河

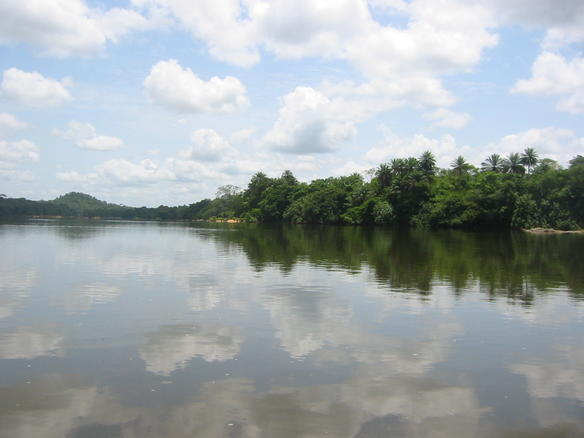

莫阿河（法語：Moa）是西非的河流，河道全長425公里，流域面積17,900平方公里，自畿內亞富塔賈隆的發源地向西南方流，成為畿內亞、利比里亞和塞拉里昂接壤的邊界，最終注入大西洋。